# Cape Pembroke
Cape Pembroke är den östligaste udden på Västra Falkland, belägen cirka 9 km öster om huvudstaden Stanley. Tre km öster därom ligger skären Seal Rocks (Sälklipporna), som utgör hela ögruppen Falklandsöarnas östligaste punkt.

## Namn
Udden antas ha fått sitt namn efter amiralitetslorden Thomas Herbert, 8:e earl av Pembroke. Den har även ett spanskt namn, Cabo San Felipe, huvudsakligen använt i Argentina.

## Fyrtornet
Vid Cape Pembroke finns Falklandsöarnas mest kända fyrtorn, Cape Pembroke Lighthouse . Det är 18 meter högt och uppfördes 1855. Det renoverade 1904. Fyren släcktes efter den argentinska invasionen 1982. Den ersattes senare av en modernare mindre fyr bredvid. På senare tid har fyrtornet renoverats och är öppet för besökare .
Vid Cape Pembroke finns också sedan 2007 ett minnesmärke över lastfartyget S/S Atlantic Conveyor som sänktes efter en träff av två argentinska Exocetrobotar den 25 maj 1982 .